# Oolong
Oolong čaj je vrsta polufermentiranog čaja. Uzgaja se u Kini i Tajvanu. Oolong čaj potječe od iste biljke kao zeleni i crni čaj (Camellia Sinensis). Dužina fermentacijskog procesa je negdje između crnog i zelenog čaja.

## Vanjske poveznice
Egzotik čajevi  Arhivirana inačica izvorne stranice od 6. srpnja 2012. (Wayback Machine) - izvrstan izvor informacija o čajevima, vrijedi posjetiti.